# 楊阿五
杨氏（573年—604年），名不详，字阿五，隋朝蘭陵公主，隋文帝第五女。先嫁給王奉孝，奉孝死後又改嫁給柳述。

## 生平
公主姿色秀麗，儀容端莊，個性溫柔和順，而且喜好讀書，因此為隋文帝最疼愛的女兒。起初嫁給儀同王奉孝，但是奉孝早死，公主便在十八歲時又改嫁給河東柳述。公主的姊姊們嫁人後都因身份高貴而顯得驕傲，唯獨公主在夫家恪守婦道，侍奉公婆相當謹慎。公婆若生病，公主必定親自侍奉湯藥。文帝聽說此事，相當高興，柳述以因此得到文帝的寵信與禮遇。
起初公主新寡時，晉王楊廣想將公主嫁給蕭妃的弟弟蕭瑒，而文帝也答應了，後來卻又安排嫁給柳述，楊廣因此不悅。等到柳述得到文帝的任用後，楊廣更厭惡他了。後來文帝才剛過世，楊廣就立刻將柳述流放到龍川，並命令公主與他離婚，要她改嫁。公主以死自誓，不再朝見煬帝，並上表請求廢除她公主的封號，希望與柳述一同被流放。煬帝大怒曰：「天下是沒有男人了嗎？為何要和柳述一起被流放？」公主回答：「先皇將臣妾嫁到柳家，今天柳家有罪，臣妾應當隨從，不希望陛下枉法對臣妾開恩。」煬帝沒有答應她的請求。
公主最後幽憤而死，年僅三十二歲。臨死前上表：「昔共姜自誓，著美前詩；息媯不言，傳芳往誥。妾雖負罪，竊慕古人。既不得從夫，死乞葬於柳氏。」煬帝讀完後更加憤怒，對於公主之死竟然毫不哀傷，並下令把公主草草葬在洪瀆川，朝野都為公主的遭遇感到悲傷。
公主的丈夫柳述，流放到龍川後過了幾年，又輾轉被流放到寧越。結果在途中遇到瘴癘之氣而死，僅得年三十九歲。

## 影視形象
- 《大運河》（1987年TVB電視劇）: 陳玉蓮飾蘭陵公主
- 《隋唐群英會》（1995年TVB電視劇）: 陳妙瑛飾蘭陵公主

## 延伸阅读
[在维基数据编辑]
 《北史·卷091》，出自李延壽《北史》
 《隋書·卷80》，出自魏徵《隋书》